# Râul Pociovaliștea
Râul Pociovaliștea este un curs de apă, afluent al râului Ocoliș. 

## Hărți
- Harta Munții Apuseni
- Harta Județul Alba